# Maria Butina
Maria Valeryevna Butina (em russo:  Мари́я Вале́рьевна Бу́тина ;  nascida em 10 de novembro de 1988; as vezes referida como Mariia Butina) é uma ativista política e suposta agente russa nos Estados Unidos. Ela também é a fundadora do Right to Bear Arms, um grupo russo pró-armas. Ela já trabalhou para Aleksandr Torshin, um ex-membro do Soviete da Federação (câmara alta da Assembleia Federal da Rússia) pelo partido Rússia Unida, o mesmo de Vladimir Putin, e também atual vice-presidente do banco central da Rússia.
Em 15 de julho de 2018, Butina, que residia em Washington, D.C. como cidadã russa, foi presa pelo FBI e acusada de conspiração. De acordo com o FBI, Butina desejava “explorar conexões pessoais com pessoas dos Estados Unidos tendo influência na política americana com o objetivo de promover os interesses da Federação Rússa.” Antes de ser presa, Butina, junto com Torshin e Paul Erickson, um ativista e consultor político americano, estavam sob investigação por estarem potencialmente envolvidos na interferência russa na eleição presidencial nos Estados Unidos em 2016; Torshin era também o alvo de uma sindicância do FBI com o objetivo de apurar se o governo russo tentou enviar ilegalmente dinheiro para a Associação Nacional de Rifles com o objetivo de ajudar Donald Trump a vencer a eleição presidencial americana de 2016. Em 21 de julho de 2018, o ministro das Relações Exteriores da Rússia, Sergei Lavrov, em uma conversa por telefone com o secretário de Estado dos Estados Unidos, Mike Pompeo, chamou as acusações contra Butina de forjadas e exigiu sua libertação. O Ministério das Relações Exteriores da Rússia afirmou que o acordo com a investigação, com o qual Butina concordou, foi resultado do uso de tortura. O presidente russo, Vladimir Putin, chamou o veredicto do tribunal americano de "ilegalidade" e expressou falta de compreensão sobre o que Butina foi condenada e qual crime ela cometeu. Em 13 de dezembro de 2018, Butina, como parte de um acordo com a investigação, admitiu sua culpa em um tribunal americano por participar de uma conspiração contra os Estados Unidos, e também disse que agiu sob a orientação de um oficial russo. Em 26 de abril de 2019, ela foi condenada nos Estados Unidos a 18 meses de prisão. Depois de cumprir parte da pena e ser deportada, Butina voltou para a Rússia em 26 de outubro de 2019. Já na Rússia em 2023, Butina, como membro da Duma russa, a parlamentar comentou que as "bonecas Barbie promovem a agenda LGBT" pela fabricante Mattel e deveriam ser removidas por não promover valores familiares. Ela acrescentou que o filme recém-lançado da Barbie serve como “um anúncio para o Partido Democrata (Estados Unidos) e seu programa”.

## Começo da vida e educação
Butina nasceu em Barnaul, no krai de Altai, na Rússia Soviética, em 10 de novembro de 1988. Sua mãe era uma engenheira, e seu pai era um empreendedor que possuía uma manufatura de móveis em Barnaul. Ela estudou ciência política na Universidade Estadual de Altai. Aos 19 anos, ela foi eleita para o Conselho Público de Altai na última eleição direta para o Conselho.
Ela cresceu na taiga siberiana, onde seu pai a introduziu a armas e a ensinou a caçar.

## Carreira
Butina construiu uma loja de móveis após fazer um empréstimo bancário aos 21 anos. Em 2011, ela se mudou para Moscou e vendeu seis de suas sete lojas de móveis para começar uma agência de publicidade. Nesse ano, Butina participou das primárias organizadas pela ala jovem do partido Rússia Unida. Algum tempo depois, ela passou a trabalhar para Aleksandr Torshin, na época um senador no Soviete da Federação e membro proeminente do partido Rússia Unida.
Também em 2011, ainda como assistente de Torshin, Butina fundou uma organização pró-armas, a Right to Bear Arms, que praticou lobby para mudar a estrita política Russa de controle de armas, e começou a viajar diversas vezes para os Estados Unidos, inicialmente com Torshin. Em 2012, Butina e Torshin praticaram lobby para que o Soviete da Federação tornasse as leis de controle de armas menos restritas. Torshin se tornou vice-presidente do banco central da Rússia em janeiro de 2015, ela continuou sendo sua assistente até maio de 2017.
Em 2015, Butina disse que o Right to Bear Arms tinha 10,000 membros e 76 escritórios na Rússia.
Em 2017, Butina disse ao The Washington Post que ela nunca trabalhou para o governo russo.
Em 2018, Butina completou um mestrado em relações internacionais pela American University em Washington.

## Envolvimento na política americana

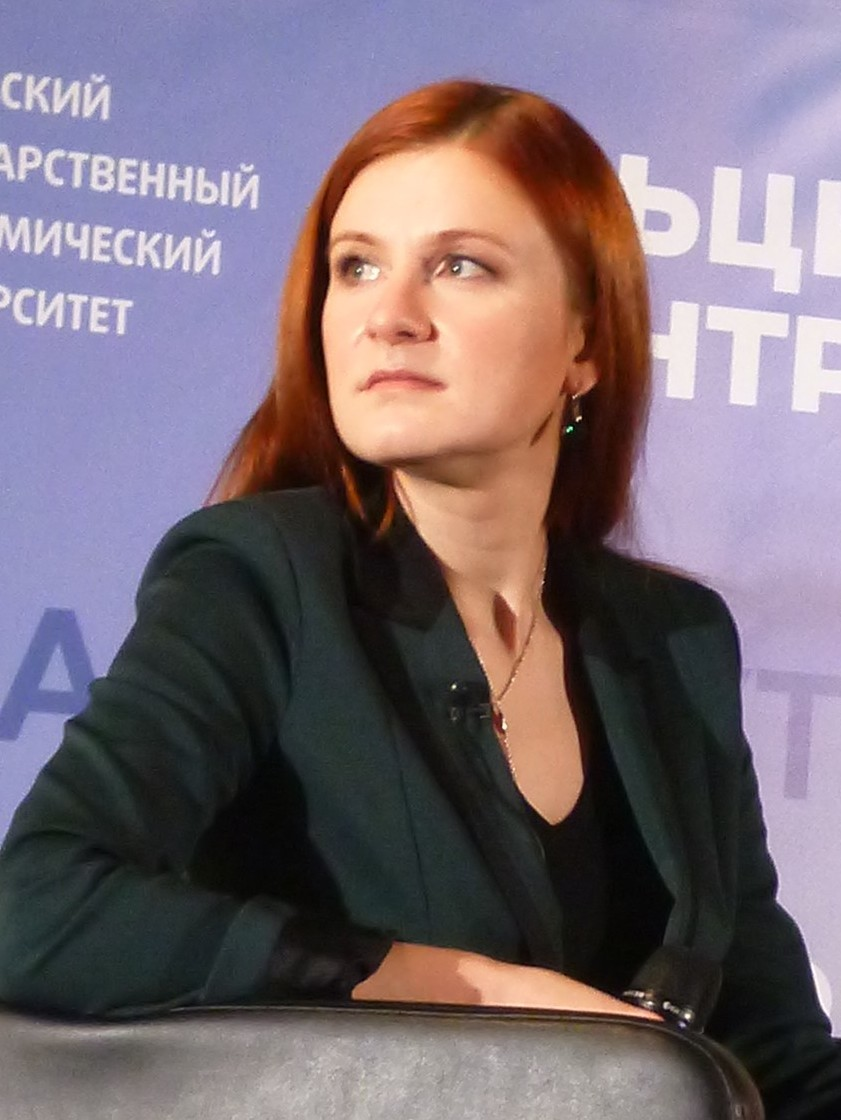
Maria Butina apresenta o livro Diário da Prisão no Centro Yeltsin em 18 de dezembro de 2020

Torshin e Butina estabeleceram uma relação cooperativa entre a Associação Nacional de Rifles (NRA, na sigla em inglês) e a Right to Bear Arms. Torshin tem participado dos encontros anuais da NRA nos Estados Unidos desde, no mínimo, 2011. Após o encontro de 2011, o então presidente da NRA David Keene expressou seu apoio aos esforços de Torshin e o convidou para o encontro de 2012. Torshin também compareceu aos encontros anuais de 2012 e 2013. Butina e Torshin compareceram ao encontro anual de 2014 como convidados especiais de David Keene, na época já ex-presidente da organização. Butina compareceu ao Almoço de Liderança Feminina no encontro de 2014 como convidada de Sandy Froman, ex-presidente da organização. Butina presenteou o então presidente da NRA, Jim Porter, com uma placa decorativa da Right to Bear Arms. Depois disso, ela tuitou "Missão cumprida." Como convidada de Keene, Butina tocou o Sino da Liberdade da NRA, dizendo, "Pelo direito de portar armas para os cidadãos de todo o mundo." Butina e Torshin também compareceram à convenção anual da NRA de 2015.
Em novembro de 2013, Keene era um convidado na conferência da Right to Bear Arms em Moscou. Em 2015, vários funcionários da NRA compareceram à conferência anual da Right to Bear Arms na Rússia. Entre eles estavam Keene, o fabricante de armas e primeiro vice-presidente da NRA Pete Brownell, o conservador americano Paul Erickson, e o xerife do Condado de Milwaukee David Clarke. Um de seus anfitriões era o vice-primeiro ministro russo Dmitry Rogozin, que em 2014 foi sancionado pelo governo americano após a anexação da Criméia pelo governo russo. A viagem de Clarke custou $40,000, dólares, tendo todos os seus gastos pagos pela NRA, Pete Brownell (um membro do conselho da NRA e CEO de uma empresa fornecedora de peças de armas) e a Right to Bear Arms. A Right to Bear Arms teria pago $6,000 dólares para cobrir suas refeições, hospedagem, transportes e outras despesas. Durante o encontro, Clarke encontrou o ministro russo de relações exteriores e compareceu a uma conferência na qual Torshin deu uma palestra.
Butina tentou desenvolver laços com políticos conservadores americanos. De acordo com o FBI, ela teria procurado, com sucesso, obter laços com o Partido Republicano. De acordo com o site americano The Daily Beast, ela se apresentava como uma "Funcionária do banco central russo, uma proeminente ativista pró-armas, uma 'representante da Federação Russa', uma estudante de pós-graduação de Washington, D.C., uma jornalista, e uma conexão entre a equipe de Trump e a Rússia" com o objetivo de ganhar acesso a membros do alto escalão político de Washington, D.C.. No encontro anual da NRA de 2014, Butina tirou selfies com o governador da Louisiana Bobby Jindal e o ex-senador americano e candidato presidencial em 2016 Rick Santorum. No encontro anual da NRA de 2015, ela se encontrou com o governador de Wisconsin Scott Walker, e em 13 de julho de 2015, ela estava presente no lançamento de sua campanha presidencial.
Em junho de 2015, quatro dias antes de Trump anunciar sua candidatura à presidencia, Butina escreveu um artigo para o The National Interest, uma revista americana conservadora sobre política internacional, clamando por melhores relações entre os Estados Unidos e a Rússia Ela escreveu, "Talvez seja necessária a eleição de um republicano para a Casa Branca em 2016 para melhorar as relações entre a Federação Russa e os Estados Unidos." A sua biografia no The National Interest não mencionava que ela ainda trabalhava para o governo russo. No próximo mês, Butina compareceu ao evento FreedomFest, onde Trump discursou, e perguntou para ele da audiência sobre a possibilidade dos Estados Unidos encerrarem as sanções contra a Rússia. Trump a respondeu dando a entender que retiraria as sanções contra a Rússia.
Em fevereiro de 2016, Butina começou uma empresa na Dakota do Sul, Bridges LLC, juntamente com Erickson. A companhia é  descrita como "incluindo mas não se limitando a uma empresa de consultoria." Erickson disse depois que a companhia foi fundada caso Butina precisasse de ajuda monetária para concluir sua pós-graduação, a qual Butina se formou em meados de 2016. Mais tarde naquele ano, Erickson enviou um e-mail com o assunto "Conexão com o Kremlin" para Rick Dearborn, conselheiro de campanha de Trump, repetidamente perguntando a Dearborn e ao então senador Jeff Sessions por conselhos para marcar um encontro entre Trump e Putin em uma convenção anual da NRA. Butina deu uma festa de aniversário na qual Erickson e ajudantes de campanha compareceram pouco após a eleição de 2016.

## Investigação e Acusação Criminal
Butina, Torshin, e Erickson foram investigados pelo Comitê de Inteligência do Senado americano a respeito da interferência russa na eleição presidencial americana de 2016. Torshin era também o alvo de uma sindicância do FBI com o objetivo de apurar se o governo russo tentou tentado enviar ilegalmente dinheiro para a Associação Nacional de Rifles com o objetivo de ajudar Donald Trump a vencer a eleição presidencial americana de 2016. O FBI começou a monitorar Butina em agosto de 2016, quando ela se mudou para os Estados Unidos com um passaporte de estudante do tipo F-1. Ao invés de confronta-la imediatamente, o FBI escolheu monitorar seus movimentos e colher informação a respeito de com quem ela estava se encontrando, e quais eram seus objetivos finais.
Em julho de 2018, Butina foi presa em Washington, D.C. e acusada de conspiração, pois ela agia como uma agente não-registrada do governo russo em solo americano. A lei americana obriga que todos os lobistas representando governos estrangeiros devem se registrar como tais com o Departamento de Justiça dos Estados Unidos.
De acordo com o depoimento que levou à sua prisão, Butina trabalhou, (no mínimo) entre 2015 e fevereiro de 2017, sob o comando de um oficial de alto escalão do governo russo. Não se sabe ao certo quem seria tal oficial, mas acredita-se que seria Torshin. O depoimento detalha os esforços do oficial russo e de Butina para que Butina agisse como uma agente russa dentro dos Estados Unidos, desenvolvendo relações com personalidades americanas e se infiltrando em organizações com influência na política americana, como a Associação Nacional de Rifles e organizações religiosas, com o objetivo de promover os interesses da Federação Russa. O depoimento também descreve certas ações feitas por Butina para alcançar esse objetivo durante múltiplas visitas da Rússia e após ela entrar nos Estados Unidos com um visto de estudante. O depoimento alega que ela se encarregou de suas atividades sem informar oficialmente o fato de que ela estava agindo como uma agente do governo russo, como é requerido pela lei americana.
Apenas em 18 de julho o ministro de relações exteriores da Rússia se pronunciou, dizendo que a prisão de Butina foi feita para minar os "resultados positivos" do encontro entre Donald Trump e Vladmir Putin em Helsinque, Finlândia. Ela foi presa no dia anterior ao encontro. O pai de Butina considera as acusações contra sua filha "psicopatia e uma caça às bruxas".